# Белоусович, Николай Иванович
Николай Иванович Белоусович (15 августа 1890, г. Омск — 17 марта 1956, г. Сан-Франциско) — военный лётчик Российской империи, деятель Белого движения. Кавалер ордена святого Георгия.

## Биография
Родился 15.08.1890 в Омске, в семье чиновника. Окончил губернскую гимназию в Тобольске, поступил в университет в Санкт-Петербурге.
1912—1914 гг. — проходил обучение в Алексеевском военном училище.
12.07.1914 — выпущен в 37-й пехотный Екатеринбургский полк. 20.07.1914 — прибыл в полк.

## Первая мировая война
12.08.1914 — ранен у деревни Михалев.
15.10 — 15.11.1914 — временно командующий 16-й ротой.
15.11.1914 — ранен у деревень Липки и Несулков.
15.11. — 31.12.1914 — временно командующий 7-й ротой.
23.02. — 11.05.1915 — начальник команды связи.
11.05.1915 — командующий 16-й ротой.
25.07.1915 — тяжело контужен у деревни Хайны-Старые. Эвакуирован.
25.09.1915 отчислен от должности, как не возвратившийся в течение двух месяцев на театр военных действий.
25.12.1915 — 10.03.1916 — командующий 12-й ротой.
10.03.1916 г. ранен у оз. Нарочь во время Нарочской операции. Эвакуирован.
14.05 — 18.05.1916 — командующий 12-й ротой.
14.05.1916 — командирован в г. Двинск для назначения сверхштатным наблюдателем 13-го корпусного авиационного отряда.
30.05.1916 — прикомандирован к 5-му авиационному отряду истребителей.
30.07.1916 — переведён в 5-й авиационный отряд истребителей.
24.08 — 29.08.1916 г. — временно командовал отрядом.
09.11.1916 — заболел и помещён в Курляндский лазарет.
13.11 — 29.11.1916 — временно командовал отрядом.
27.12.1916 — 19.07.1917 — обучался в Севастопольской военной авиационной школе и на курсах высшего пилотажа.
10.07.1917 — сдал экзамен на звание лётчика.
28.07.1917 — временно командующий 14-м авиационным отрядом истребителей.
08.08.1917 — командир 14-го авиационного отряда истребителей.
19.10.1917 — выбран в состав членов суда 4-й боевой авиационной группы.
На фронте около Двинска и под Ригой сбил два немецких самолёта — 27.11.1916 и 22.10.1917.

## Гражданская война и эмиграция
16.01.1918 — избран в коллегию управления авиацией Северного фронта.
31.03.1918 — наблюдающий за тренировками лётчиков 4-й боевой авиационной группы.
16.04.1918 — переведён в 11-й авиационный отряд истребителей. Занимал должность совещательного члена технического комитета Управления РККВВФ.
В августе 1918 бежал в Архангельск.
04.08.1918 — вступил добровольцем в Славяно-Британский авиационный корпус.
06.09.1918 — произведён в капитаны, назначен командиром 2-го Славяно-Британского авиационного отряда.
В августе 1919 уехал в армию адмирала А. В. Колчака.
01.03.1920 — инструктор в Военной авиационной школе Дальнего Востока.
После поражения Колчака эмигрировал в США через Китай. Двадцать лет работал таксистом.
17.03.1956 г. умер в г. Сан-Франциско (США).

## Награды
- Орден Св. Анны 4-й ст. с надписью «За храбрость» (ВП от 29.12.1914) — «за отличие в бою 14 и 15 августа 1914 г. у посада Лащев»;
- Орден Св. Станислава 2-й ст. с мечами (ВП от 09.06.1915) — «за отличия в боях в период с 1 января по 4 февраля 1915 г.»;
- Орден Св. Станислава 3-й ст. с мечами и бантом (ВП от 09.07.1915) — «за отличия в боях в период наступления от Варшавы до 21 октября 1914 г.»;
- Орден Св. Анны 3-й ст. с мечами и бантом (ВП от 11.11.1915) — «за отличия в боях в период с 21 октября по 1 декабря 1914 г.»;
- Орден Св. Анны 2-й ст. с мечами (ВП от 29.12.1916) — «за отличия в боях в период с 13 февраля по 10 марта 1915 г.»;
- Орден Св. Георгия 4-й ст. (ПАФ от 09.06.1917) — «за то, что, будучи в чине подпоручика, при штурме немецкой позиции к югу от оз. Нарочь в ночь с 7-го на 8-е марта 1916 г., по занятии первой линии неприятельской позиции, под губительным пулеметным и ружейным огнем, забрасываемый ручными гранатами, ворвался во вторую линию окопов со своей ротой и, переколов здесь упорно оборонявшихся защитников, захватил действующий пулемет и лично открыл из него огонь по убегавшим немцам».
- Георгиевское оружие (ПАФ от 29.05.1917) — "за то, что 26-го ноября 1916 г., добровольно вызвавшись на бомбометание стан. Еловка в качестве офицера-наблюдателя и работая пулеметом, когда во время полета аппарат был атакован тремя аэропланами противника, мужественно и самоотверженно вступил в неравный бой, в результате которого сбил биплан "Фоккер « и, продолжая с летчиком-офицером полет на поврежденном аэроплане, исполнил возложенную на него задачу бомбардирования стан. Еловка».
- В годы Гражданской войны награждён орденом Св. Владимира 4-й ст. с мечами и бантом (1919), а также английским офицерским орденом «Военный крест» 1 -й и 2-й ст.